# Santísima Trinidad del Paraná
La missió jesuítica de Santíssima Trinidad del Paraná és la reducció guaraní millor conservada del Paraguai i la més extensa. Està situada en un turó a 28 quilòmetres al nord-est d'Encarnación, al districte de Trinitat en Itapúa, s'accedeix a ella per la ruta VI.
Va ser fundada el juny de 1706, i el 1728 tenia una població de 3000 indígenes guaraníes. Va ser redescoberta prop de dos segles després del seu abandó, declarant-se Patrimoni de la Humanitat per la UNESCO el 1993.
Compta amb una Plaça Major, lloc de reunió del poble i un Museu Jesuític localitzat a l'antiga sagristia on es poden apreciar escultures i una maqueta de la missió. Aquesta reducció té el major temple construït entre tots els que conformen les reduccions jesuïtes, on sobresurt el fris dels àngels músics que fins a la troballa de les partitures musicals en Moxos (Bolívia) constituïen l'únic antecedent de la música en les missions jesuïtes. Aquest poble és el que conserva en major grau l'estructura de conformació del poble.